# サギノー湾
サギノー湾 (Saginaw Bay) はヒューロン湖南西部にある湾。

## 地理
面積1143平方マイル（2960km2）。沿岸はアメリカ合衆国ミシガン州のアレナク郡、ベイ郡、ヒューロン郡、イオスコ郡、タスコラ郡にまたがる。湾奥にはベイシティがあり、サギノー川が注ぐ。湾内にはチャリティ島、リトルチャリティ島などがある。

## 歴史
ヨーロッパ人到達以前は先住民が住んでおり、最後にこの地域に来たのはオジブワであった。17世紀初めになるとフランス人探検家がヨーロッパ人としてははじめて五大湖地域にも訪れた。サギノー湾にはじめて訪れたのはジャック・マルケットで1668年のことである。1763年のパリ条約でこの地域はフランスからイギリス領へとかわり、20年後には新たに独立したアメリカ合衆国領となった。1805年にはミシガン準州の一部になった。